# Chrysalidocarpus
Genre
Synonymes
- Macrophloga Becc.   (1914)
- Neodypsis Baill.   (1894)
- Phlogella Baill.   (1894)

 Chrysalidocarpus  est un genre végétal de la famille des Arecaceae. Ce genre, précédemment synonymisé, a été recrée après une nouvelle étude phylogénomique de la sous-tribu des Dypsidinae  (Eiserhardt et al.) en 2022  .

## Classification
- Sous-famille des Arecoideae
  - Tribu des Areceae
    - Sous-tribu des Dypsidinae [1]

Ce genre partage sa sous-tribu avec les genres suivant:  Dypsis, Vonitra, Lemurophoenix, Marojejya, Masoala ,.

## Espèces
Ceci est la liste des 15 espèces acceptées par la base Powo (pour le moment) , à partir d'une importante révision (Eiserhardt et al., 2022). Cette étude phylogénomique reprend tout le genre Dypsis en transférant certaines espèces  vers une résurrection de deux genres précédemment synonymisés Chrysalidocarpus et Vonitra. Les clefs vers ce genre préfigure des palmiers généralement avec des tailles modérés à très robustes (feuilles (env. 30–) 175–675 cm de long, tige 2–40(–60) cm de large) ; inflorescences toujours ramifiées ; et surtout des fleurs toujours à 6 étamines.
La base de données de Kew Royal Botanic Gardens, Plants of the World Online, ne prend en compte, sur cette révision consécutive à l'étude de Eiserhardt,  qu'une quinzaine de taxons sur la cinquantaine proposé pour rejoindre le genre Chrysalidocarpus  dans l'étude Phylogenomics and generic limits of Dypsidinae (Arecaceae).... Ceci n'est nullement le fait d'une divergence de vue dans l'étude de ces taxons, mais c'est simplement l'expression d'un manque de moyens attribués à la recherche et aux études. Chrysalidocarpus va donc encore rester, un certain temps avec seulement ces quelques espèces.    
- Chrysalidocarpus acuminum   Jum.
- Chrysalidocarpus ankaizinensis   Jum.
- Chrysalidocarpus arenarum   Jum.
- Chrysalidocarpus baronii   Becc.
- Chrysalidocarpus cabadae   H.E.Moore
- Chrysalidocarpus canescens  Jum. &H.Perrier
- Chrysalidocarpus decipiens   Becc.
- Chrysalidocarpus humblotianus    (Baill.) Becc.
- Chrysalidocarpus lanceolatus    Becc.
- Chrysalidocarpus lutescens    H.Wendl.
- Chrysalidocarpus madagascariensis    (D.T.Fish) Becc.
- Chrysalidocarpus mananjarensis     Jum. & H.Perrier
- Chrysalidocarpus onilahensis     Jum. & H.Perrier
- Chrysalidocarpus pembanus     H.E.Moore
- Chrysalidocarpus pilulifer     Becc.